# Rodolfo Nogueira (político)
Rodolfo Oliveira Nogueira (Dourados, 24 de novembro de 1973) é um político brasileiro, filiado ao Partido Liberal (PL), eleito para o cargo de Deputado Federal por Mato Grosso do Sul.

## Biografia
Rodolfo começou a carreira política, candidatando ao Senado Federal em 2018 como segundo suplente da então candidata: Soraya Thronicke (PSL), onde acabou por ser eleito, e assumindo a presidencia estadual do PSL no local.
Se filiou em 2022, ao PL, onde se tornou presidente estadual da sigla e se candidatou à deputado federal, aonde acabou sendo eleito com 41.773 votos.